# 類白血病反応
類白血病反応（Leukemoid reaction）とは、ストレスや感染症に対する生理的反応である白血球数増加（50,000個/μL以上）を意味する。白血病等の血液の原発性悪性腫瘍とは異なる。末梢血中に骨髄芽球や赤芽球等の未熟な細胞が存在する事を示す場合が多い。
リンパ系のものと骨髄系のものがある。

## 成因
前述の様に、類白血病反応は典型的には、基礎疾患に対する生理的反応である。類白血病反応の原因として、以下のものが挙げられる。
- 重度の出血（後腹膜出血）
- 薬剤
  - サルファ薬
  - ジアフェニルスルホン
  - ステロイド系抗炎症薬
  - G-CSFまたは関連する成長因子
  - トレチノイン（ATRA）
- エチレングリコール中毒
- 感染
  - クロストリジウム・ディフィシル
  - 結核
  - 百日咳
  - 伝染性単核球症（リンパ球優位）
  - 内臓幼虫移行症（好酸球優位）
- 無脾症（英語版）
- 糖尿病性ケトアシドーシス
- 臓器壊死
  - 肝細胞壊死
  - 虚血性大腸炎
- 21トリソミー患児の乳児期（発生率は10％程度）
- 腫瘍随伴症候群（稀）

## 診断
従来、50,000個/mm3を超える白血球数で、初期の好中球前駆体が著しく増加したものを類白血病反応と呼んでいた。末梢血塗抹標本には、骨髄球、後骨髄球、前骨髄球、稀に骨髄芽球が見られる事があるが、急性白血病で典型的に見られる未熟な形態とは対照的に、初期の成熟した好中球前駆体が混在している。血清白血球アルカリホスファターゼは、類白血病反応では正常または上昇しているが、慢性骨髄性白血病では低下している。類白血病反応の骨髄を調べると、細胞数が多いことがあるが、それ以外は通常は特徴はない。
類白血病反応は一般的に良性であり、それ自体は危険ではないが、重大な疾患状態に対する反応である事が多い。しかし、類白血病反応は慢性骨髄性白血病（CML）等のより重篤な疾患に類似している事があり、末梢血塗抹標本上で同一の所見を呈する事がある。歴史的には、白血球アルカリホスファターゼ（LAP）スコアや好塩基球の存在等、様々な手掛かりがCMLと類白血病反応の鑑別に用いられて来た。しかし現在は、成人の場合CMLの鑑別に用いる検査は、細胞遺伝学的検査やFISHによるフィラデルフィア染色体の存在の確認や、PCR検査によるBCR/ABL融合遺伝子の検出である。LAPスコアは、類白血病反応では高値を示すが、CMLでは低値を示す。

## 治療
基礎疾患の治療が基本となる。薬剤によるものであれば、薬剤を中止する。薬剤以外の原因で反応が見られる場合は、ある種の抗腫瘍薬が適応となる。